# Флотський Гал
Фло́тський гал або Скрипалів луг (англ. Fiddler’s Green) — за англійськими віруваннями, райська місцина, куди потрапляють моряки, які загинули у морі, протилежність Рундука Дейві Джонса (моряцького пекла).